# Asta ascendente

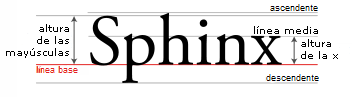
Las astas ascendentes son las partes de los caracteres que sobrepasan la línea media.

En tipografía, un asta ascendente es la porción de una letra latina que se extiende por encima de la línea media de una fuente tipográfica. Es decir, la parte de la letra que es más alta que la altura de la x de la fuente.
Las astas ascendentes junto con las descendentes incrementan la reconocibilidad de las palabras. Por esta razón en las autopistas británicas los signos que deben ser leídos rápidamente, no utilizan letras mayúsculas.